# Коробейники (фильм, 1910)
«Коробе́йники» — немой фильм режиссёра Василия Гончарова.

## Сюжет
Жизнь странствующих сельских торговцев ярко обрисована знатоком крестьянского быта Н. А. Некрасовым в известной народной песне «Коробейники», и этот сюжет снят для того, чтобы иллюстрировать глубокую драму, произошедшую с торговцами-коробейниками, павшими от руки грабителей, и горе молодой девушки Катерины, оплакивающей своего жениха, молодого коробейника. Едва золотое солнце начало показываться, чтобы совершить свой дневной путь, как коробейники, собравши свои товары и осенивши себя широкими крестами, собрались в путь-дорогу искать счастья в торговле. Но не так легко было уйти из родимого села коробейнику Ванюше. Крепко по сердцу пришлась ему черноокая Катерина. Перед уходом они свиделись в колосистой ржи. Целовались, миловались и клялись друг дружку любить. Свидетелями были голубое небо да высокая рожь. 
Распрямись ты, рожь высокая, 
Тайну свято сохрани. 
С приходом коробейников вся деревня всколыхнулась. Старухи, парни, молодицы, красные девицы выходили, выбегали, коробейников встречали. Платки, ленты покупали, сбереженья отдавали. Бойко коробейники торговали. Припрятанные пятаки переходили в кошельки коробейников. 
Ой! Пуста, пуста коробушка, 
Полон денег кошелёк. 
Коробейники остановились на постоялом дворе. Товары проданы, барыши поделены. Помолившись Богу, улёгся спать старик. Только Ванька прижимает к груди алую ленту — подарок Екатерины. Едва забрезжила заря, как коробейники тронулись домой. Из глубокой чащи навстречу коробейникам вышел лесник. Видя недоброе в замыслах лесника, коробейники просят его идти вперёд. Ни мольбы, ни просьбы не тронули злодея — он безжалостно убивает беззащитных коробейников. Почитай — что разом грянули два ружейных выстрела. Невольным свидетелем является пастух, слышавший выстрелы и крики в лесу. Убийца пьёт в кабаке и похваляется награбленными деньгами, он не чувствует, что надвигается его гибель. Свидетель-пастух сообщает целовальнику, и тот посылает за полицией. 
Пейте, пейте, православные! 
Я, ребятушки, богат! 
Два бекаса нынче славные 
Мне попали на заряд. 
Нагрянувшая полиция арестовывает убийцу и, скрутивши ему руки, ведёт по улице. Среди народа находится Катерина, она узнаёт от пастуха об убийстве коробейников, она бежит в лес и, увидев труп милого дружка Ванюши, заливается горючими слезами. С захватывающим интересом смотрится эта сильная бытовая драма, дружно и сильно сыгранная артистами.

## Критика
Ещё со времён выхода «Власти тьмы» я в долгу перед Т/д А. Ханжонков. Посмотрев её на своём экране, я хотел сейчас же отметить тот большой шаг, каким шагнула эта не покладая рук работающая фирма, но, к сожалению, что-то задержало меня и я замолчал эту прекрасную картину. Было это, конечно, досадно, но, на мою радость, предоставился новый случай: фирма открыла свой сезон иллюстрацией некрасовских «Коробейников». Недавно эта картина шла у меня, и теперь пора, кажется, воздать должное этой симпатичной фирме. «Коробейники» — настолько хорошая, выдающаяся картина, настолько она хороша технически и согрета продуманным исполнением, что честь и хвала самому представителю фирмы, и режиссёру, и исполнителям. Стиль выдержан прекрасно. Глаз почти не оскорбляется какими-либо наивностями или шероховатостями — получилась сочная, яркая, красивыми мазками нарисованная картина, оставляющая действительно большое, цельное впечатление.

## Цензура
В Москве «Коробейники» разрешены к демонстрированию местной администрацией, но вот пристав Лефортовской части запрещает печатать описание картины «Коробейники». Есть пословица: «Что ни город, то — норов», а по-нашему теперь следует пользоваться пословицей: «Что ни город — то цензура». Подобными распоряжениями обезличивается программа, и интерес к кинематографии может упасть. Необходимо спасаться. Необходимо хлопотать об общей для всей России цензуре картин, одновременно необходимо затронуть вопрос об упразднении иностранной цензуры для кинематографа, ибо фактически комитет не может её контролировать, не имея демонстрационной комнаты.